# Lauri Jauhiainen
Lauri Jauhiainen (13 de julio de 1925– 14 de octubre de 2003) fue un compositor, letrista y guionista cinematográfico finlandés.

## Biografía
Su nombre completo era Lauri Kustaa Jauhiainen, y nació en Pielavesi, Finlandia.
Conocido también bajo los pseudónimos Jauhis, K. Laurick, L. Peltonen, Poika Peltonen y Tarmo Ponsi, entre las canciones escritas por Jauhiainen figuran la de Olavi Virta ”Punatukkaiselle tytölleni”, así como la de Erkki Junkkarinen ”Ruusuja hopeamaljassa” (junto con Dagmar Parmas). Jauhiainen también escribió música para coros, música espiritual y bandas cinematográficas (Kaksi hauskaa vekkulia, 1952).
Además de músico, Jauhiainen fue también guionista, escribiendo algunas películas de Matti Kassila. También escribió, en colaboración con Olavi Karu, guiones de filmes dirigidos por Åke Lindman.
El trabajo principal de Jauhiainen se desarrolló en el Hospital central de la Universidad de Helsinki, donde fue operador de máquinas y comunicador a lo largo de 37 años, hasta su jubilación en 1988. 
Lauri Jauhiainen falleció en Helsinki, Finlandia, en el año 2003.

## Guiones cinematográficos
- 1953 : Lumikki ja 7 jätkää, junto con Ville Salminen
- 1961 : Kertokaa se hänelle, junto a Olavi Karu
- 1962 : Kun tuomi kukkii, junto a Olavi Karu
- 1963 : Jengi, junto a Olavi Karu
- 1973 : Meiltähän tämä käy, junto a Matti Kassila
- 1979 : Natalia, junto a Meri Kurenniemi, Olli Soinio y Matti Kassila

## Obra musical
- 1998 : Natalia
- 1999 : Senkin tohelo
- 2000 : Kotirintama kestää
- 2001 : Punatukkaiselle tytölleni
- 2003 : Kymenrannan lapset

## Otras obras
- 1962 : Kun isä lähti sotaan (novela juvenil, Otava)
- 1977 : Ruusuja hopeamaljassa : Erkki Junkkarinen elämäntarina (Fazer, Helsinki)
- 1980 : Kotiseutuni. Lauri Jauhiaisen sävelmiä ja sanoituksia (Scandia Kustannus oy, Helsinki)
- 1985 : Kuplettimestarit ja mestarikupletit (Fazer, Helsinki)